# Сандерсон, Уилл
Уилл Сандерсон (англ. Will Sanderson) — канадский актёр.

## Карьера
Первую заметную роль сыграл в телесериале «Ковбоям всегда мало» (1999-2000).
Наиболее известен по роли убийцы Макса Сида в фильме ужасов Уве Болла «Сид: Месть восставшего» (2007).
В 2008 решил оставить актёрскую карьеру и стал работать врачом скорой помощи.

## Личная жизнь
С 2005 года женат на Кристин Сандерсон.

## Фильмография
| Год       |    | Русское название                        | Оригинальное название                         | Роль                     |
| --------- | -- | --------------------------------------- | --------------------------------------------- | ------------------------ |
| 1997      | тф | Ронни и Джули                           | Ronnie & Julie                                | Ральф                    |
| 1997      | с  | Пистолет мертвеца                       | Dead Man's Gun                                | Далтон Коу (в молодости) |
| 1997      | ф  | Ангелы в зачётной зоне                  | Angels in the Endzone                         | Стоун                    |
| 1997      | с  | На волне успеха                         | Breaker High                                  | Паркер                   |
| 1998      | с  | Вайпер                                  | Viper                                         | Гарри Поллард            |
| 1998      | с  | Первая волна                            | First Wave                                    | Росс Брэкстон            |
| 1999      | с  | За гранью возможного                    | The Outer Limits                              | Нельсон Тайлер           |
| 1999      | тф | Паника в Нью-Йорке                      | Aftershock: Earthquake in New York            | Роджер                   |
| 1999      | тф | Американская катастрофа                 | Y2K                                           | Стив Сэндс               |
| 1999—2000 | с  | Ковбоям всегда мало                     | Nothing Too Good for a Cowboy                 | Эд Крогер                |
| 2000      | тф | Презрение                               | Scorn                                         | Вик                      |
| 2000      | тф | Сцена убийства                          | Murder Seen                                   | Крэйг Мастерс            |
| 2001      | с  | Бессмертный                             | The Immortal                                  | Трой МакБэйн             |
| 2001      | тф | Домик у озера                           | Return to Cabin by the Lake                   | Чад                      |
| 2001      | ф  | Сумрак разума                           | Blackwoods                                    | Джим                     |
| 2002      | с  | Тайны Смолвилля                         | Smallville                                    | Брент                    |
| 2002      | ф  | Давилка 2: Компьютерный убийца          | The Mangler 2                                 | Дэн Чанна                |
| 2002      | ф  | Сердце Америки                          | Heart of America                              | Фрэнк                    |
| 2002      | ф  | Обманщики                               | Cheats                                        | Рекслер                  |
| 2003      | ф  | Мальчишник                              | A Guy Thing                                   | Парень на вечеринке      |
| 2003      | ф  | Дом мёртвых                             | House of the Dead                             | Грег                     |
| 2004      | с  | Мёртвая зона                            | The Dead Zone                                 | Панк #1                  |
| 2005      | ф  | Один в темноте                          | Alone in the Dark                             | Агент Майлз              |
| 2005      | ф  | Длинный уикэнд                          | The Long Weekend                              | Коп #2                   |
| 2005      | ф  | Бладрейн                                | BloodRayne                                    | Домастир                 |
| 2006      | ф  | Во имя короля: История осады подземелья | In the Name of the King: A Dungeon Siege Tale | Бастиан                  |
| 2007      | ф  | Сид: Месть восставшего                  | Seed                                          | Макс Сид                 |
| 2008      | ф  | Дорога перемен                          | Revolutionary Road                            | Член группы Стива Ковача |